# 米德韋 (阿肯色州內華達縣)
米德韋（英語：Midway）是位於美國阿肯色州內華達縣的一個非建制地區。該地的面積和人口皆未知。

## 地理
米德韋的座標為33°48′40″N 93°27′24″W / 33.81111°N 93.45667°W，而該地的平均海拔高度為118米（即387英尺）。